# Moji Olaiya
Moji Olaiya (sinh ngày 27 tháng 2 năm 1975 - mất ngày 17 tháng 5 năm 2017) là tên của một diễn viên người Nigeria. Bên cạnh đó, bà còn là con gái của nhạc sĩ Victor Olaiya.

## Sự nghiệp
Bà bắt đầu sự nghiệp nghiệp diễn xuất của mình bằng sự góp mặt trong bộ phim Super story. Sau đó, bà bắt đầu góp mặt trong các bộ phim Nollywood (nền công nghiệp điện ảnh của Nigeria) với ngôn ngữ là tiếng Anh và tiếng Yoruba.
Tuy nhiên, bà được nhiều người biết đến với vai diễn Ireti trong phim No Pains No Gains và những bộ phim khác tên là Sade Blade (2005), Nkan adun (2008) and Omo iya meta leyi (2009).
Năm 2003, bà được đề cử cho giải nữ diễn diễn viên phụ xuất sắc nhất. Nhưng bà lại thắng giải nữ diễn viên mới xuất sắc nhất.
Năm 2016, bà cho ra mắt bộ phim tên là Iya Okomi.

## Đời tư
Moji Olaiya kết hôn với ông Bayo Okesola vào năm 2007, sau đó họ li hôn. Năm 2014, bà cải đạo sang đạo Hồi.
Ngày 17 tháng 5 năm 2017, bà qua đời tại Canada do bị ngừng tim. Khi ấy, con bà chỉ mới 2 tháng tuổi. Cuối cùng, ngày 7 tháng 6 năm 2017, bà được an táng theo nghi lễ Hồi giáo.

## Phim ảnh
Dưới đây là những bộ phim có sự xuất hiện của bà nhưng đã qua chọn lọc:
Aje nile Olokun
Ojiji Aye
Apaadi
Omo Iya Meta leyi (Năm 2009)
Nkan adun (Năm 2008)
Sade Blade (Năm 2005)